# Place Dombasle
La place Dombasle, anciennement place du Collège, est une place du centre-ville de Nancy en Lorraine.

## Situation et accès
La rue Henri-Poincaré longe la place du côté sud, et la rue Stanislas du côté nord.
En son centre se trouve une statue de l'agronome Mathieu de Dombasle (1777-1843). Cette statue a été érigée en 1850, fruit d'une souscription publique et œuvre de David d'Angers.

## Origine du nom
Elle porte le nom de l'agronome nancéien Mathieu de Dombasle (1777-1843).

## Historique
Elle est créée en 1730, sur une partie de l'Esplanade sous le nom de « place de Grève » avant de devenir « petite place de Grève »; « place de l'Université » en 1775, « place du Lycée » en 1793, « place Saint-Louis » en 1815, « place du Lycée » en 1830, « place du Collège » en 1839, avant de prendre sa dénomination actuelle le 3 février 1844.

## Bâtiments remarquables et lieux de mémoire
La Caisse d'épargne a son siège dans un bâtiment de style néo-classique donnant sur la place, construit en 1925-1926 par l'architecte Paul Charbonnier. Le lycée Henri-Poincaré a son entrée principale sur cette place, et le long du côté Est de la place se trouve la bibliothèque municipale de Nancy.

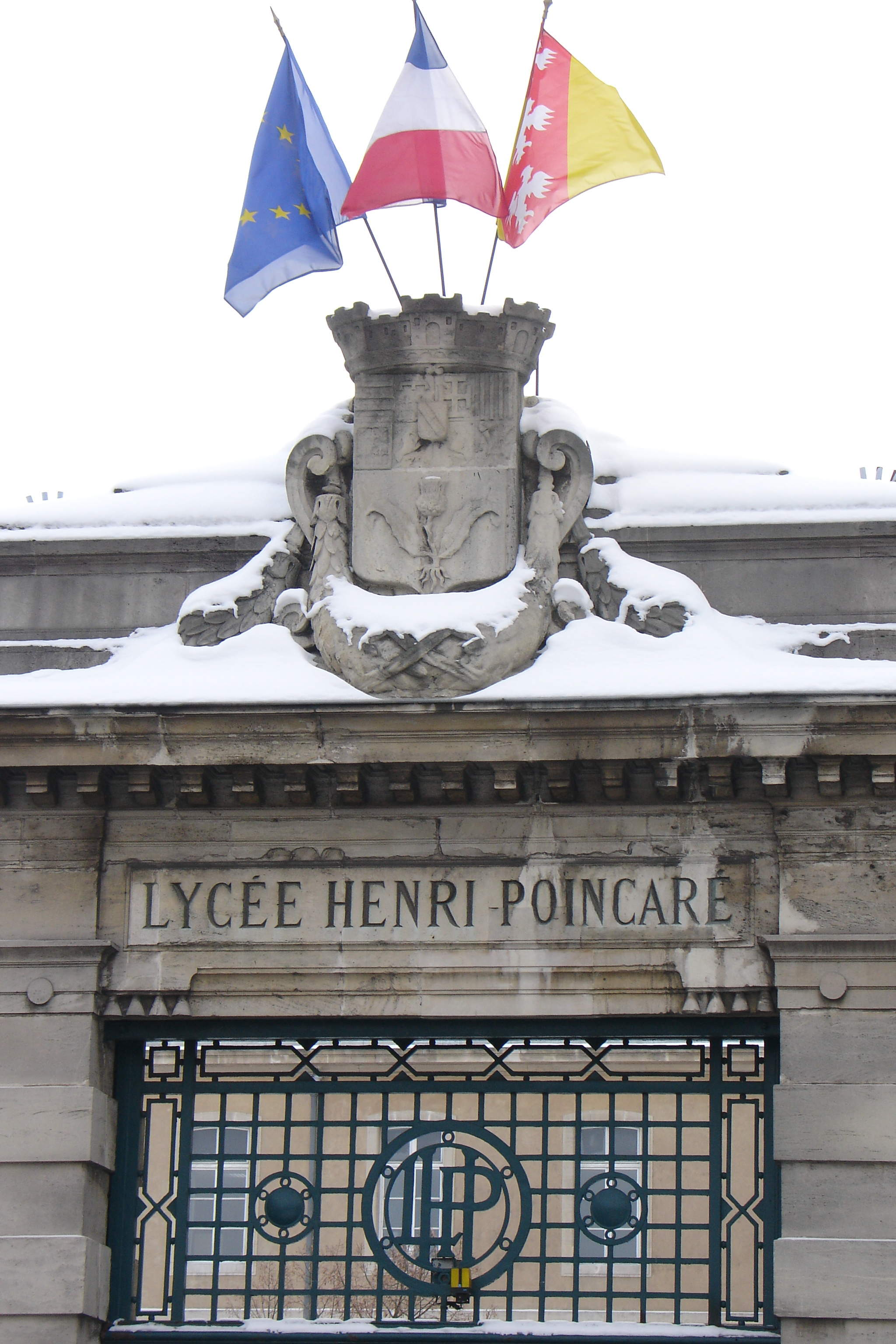
Portail du lycée Poincaré place Dombasle.
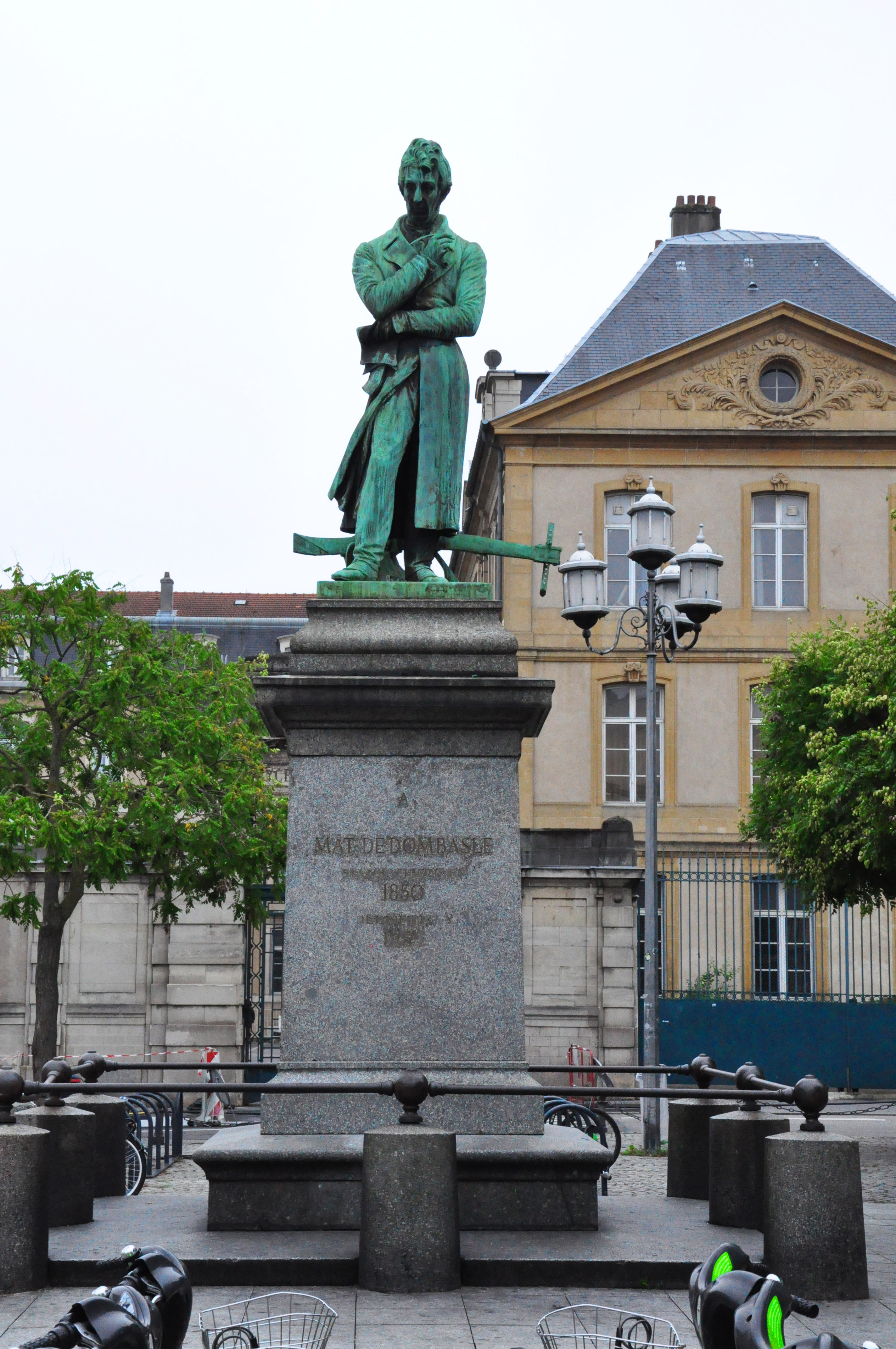
Statue de Mathieu de Dombasle.